# Amigurumi

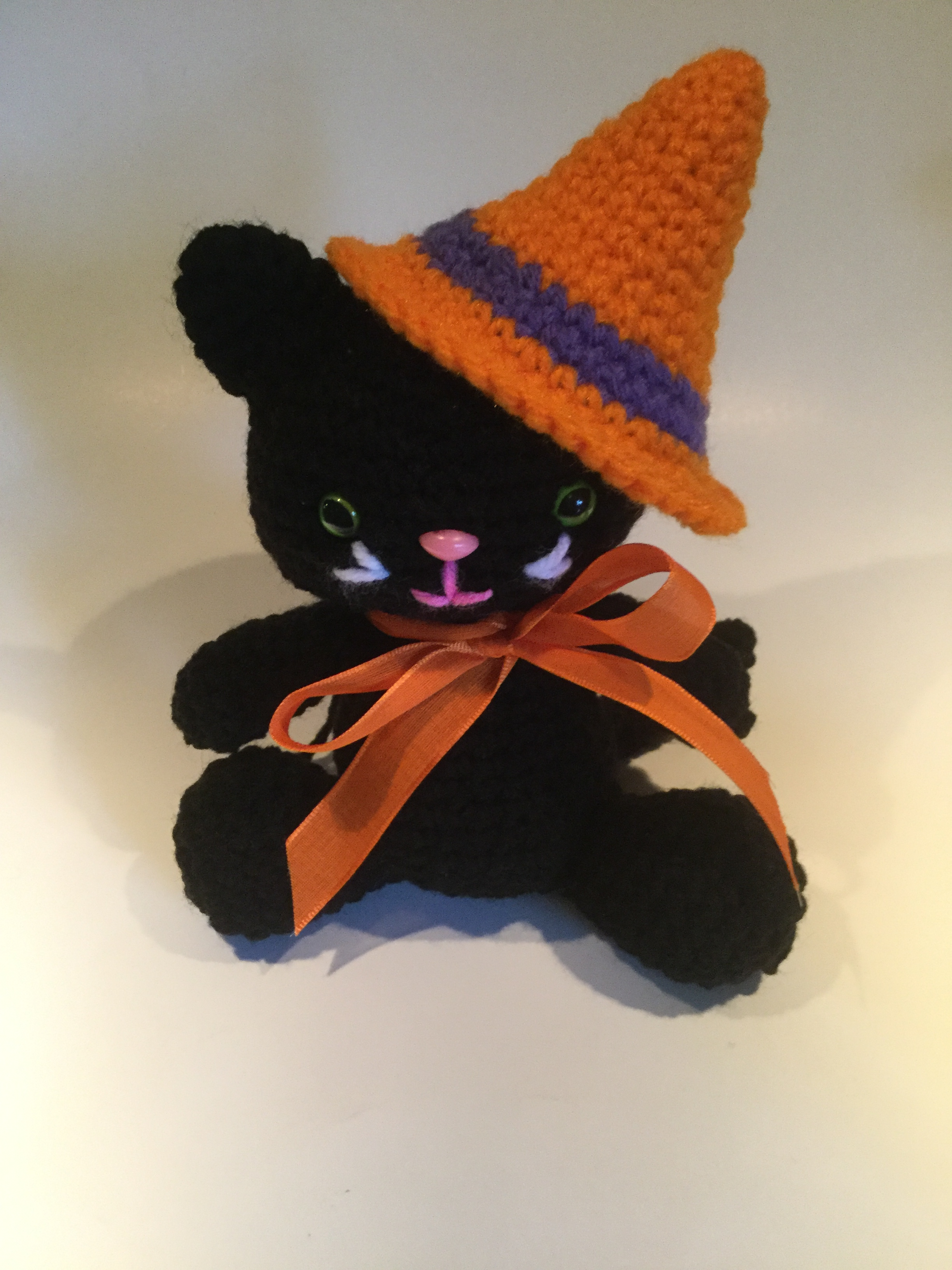
Un personnage en amigurumi, réalisé au crochet.

L'amigurumi (編みぐるみ, litt. « peluche tricotée ou crochetée ») est l’art japonais du tricot ou du crochet d'animaux et de créatures anthropomorphes.

## Étymologie
Amigurumi est un mot-valise formé des mots japonais 編み (ami), signifiant « crocheté » ou « tricoté » et ぬいぐるみ (nuigurumi), signifiant « peluche ». Le terme occidental correspond à la prononciation originale en japonais,

## Histoire
L'association Crochet Guild of America (en) fait état de poupées crochetées ou tricotées retrouvées en Chine, qui sont les exemples les plus anciens de modèles tridimensionnels au crochet.
Lors de recherches sur les origines des amigurumi, Yoshihiro Matsushita relate l'existence depuis 1185 de techniques textiles antérieures au tricot et au crochet. Sous l'ère Edo, entre 1603 et 1867, le Japon commerce avec les Pays-Bas et la technique du tricot pourrait avoir été introduite en Asie à ce moment-là.
Les samouraïs contribuent aussi au développement du tricot et du crochet, pour leurs accessoires (bourses, cordons, étuis) ou leurs sous-vêtements, confectionnés à partir de fil de soie ou de coton.
Sous l'ère Meiji, entre 1868 et 1912, le Japon entame une transition d’un système féodal vers un modèle de société plus moderne qui signe le début de l'industrialisation du pays. Les Japonaises sont alors invitées à apprendre les travaux d'aiguille occidentaux.
Après la Seconde Guerre mondiale, le Japon traverse une grave crise économique. La diffusion de nouvelles techniques de tricot et de crochet offre alors une alternative pour les familles souhaitant créer des jouets pour leurs enfants tout en leur permettant d'utiliser leurs maigres ressources soigneusement et consciencieusement.
La popularité de ces peluches au Japon peut être attribué à l'influence de l'animisme sur la culture nipponne. Selon Takashi Ikezawa : « L'amigurumi est issu de l'animisme, une philosophie qui sert de fondation de multiples traditions et coutumes japonaises. Il s'agit de la croyance que Dieu appartient à tout : l'eau, la nourriture, la nature, les bâtiments et les maisons et même la technologie. En japonais, cette croyance se nomme yaoyorozuno kami. En effet, les Japonais ont souvent tendance à mettre des yeux, des bras et des jambes sur des objets non humains et de leur donner des vies imaginaires pour pouvoir se sentir plus proches de ces objets et leur montrer leur respect en tant que co-partenaires de ce monde. » Il est donc possible que cette pratique ait été engendrée pour répondre à un certain besoin religieux. Selon le shintoïsme, un humain qui possède une connexion profonde avec la nature pourra obtenir une forme divine et se voir accorder le titre de Dieu.
Les amigurumi restent cependant très peu connus en dehors du Japon jusqu'en 2003. En 2006, ils figurent parmi les produits les plus populaires sur la plateforme de vente en ligne Etsy où ils se vendent pour 10  à   100 $. Depuis, leur popularité continue à augmenter, notamment sur les sites web comme Pinterest ou Ravelry, qui permettent et facilitent la diffusion de photos, d'explications ou de modèles. Les réseaux sociaux et le confinement ont aussi grandement aidé la popularisation de cette pratique.
Ainsi, l'amigurimi a permis de réinventer le crochet, grâce à ses techniques simples, prenant peu de place et nécessitant moins de temps que peuvent demander ces réalisations.

### Origine du mot
Les peluches amigurumi existaient depuis bien avant que le mot lui-même existe.
La première utilisation de ce mot peut être peut être retracée à l’après-guerre, à la suite de l'évolution des techniques de tricot et de crochet. Premièrement en 1951 avec la publication d’un ouvrage d'Ondori-sha nommé 新手芸と服飾全集 (Shin-shugei-to-fukushoku-zenshu)  qui montre des designs d’animaux réalisés en crochet et donne les instructions écrites et graphiques pour les réaliser. Ce mot est aussi utilisé plus tard en 1955, dans l’ouvrage 縫いもの - 編みぐるみ (Nugurumi, amigurumi) qui lui aussi offre des instructions de réalisation.
Il est fort probable qu'Ondori-sha ait inventé ce mot et ait été le premier à nommer ces réalisations « amigurumi ».

## Style
Les amigurumi sont la plupart du temps des animaux (ours, lapins, chats, chiens…) mais ils peuvent aussi représenter des humains ou créatures anthropomorphes.
Détournés de leur origine de peluches ou de poupées, la plupart des amigurumi sont fabriqués ou achetés pour leur aspect décoratif.
Ce qui ressort généralement de l’esthétique des amigurumi, c'est leur caractère kawaii (mignon). Pour mieux rendre cet effet, les animaux amigurumi présentent typiquement des têtes sphériques surdimensionnées rattachées à des corps cylindriques pourvus d’extrémités de tailles réduites.
Il n'y a cependant pas de contraintes concernant la taille ou l'apparence des ouvrages.

## Techniques
Les amigurumi peuvent être soit tricotés soit crochetés. Ces dernières années, les amigurumi crochetés sont plus populaires et on les rencontre plus souvent. Le crochet a le bénéfice d'offrir plus de détails que le tricot. Le tricot, lui, sera plus difficile à réaliser en spirale dû à l'utilisation de plusieurs aiguilles alors que le crochet n'en demande qu'un. Le crochet peut aussi être réalisé par des personnes à mobilité réduite et, tout comme le tricot, reste un art très accessible.
Contrairement aux techniques de crochet occidentales, les rangs de mailles sont souvent travaillés continûment, en spirale, et non joints par des mailles coulées. Cela permet d’éviter des jonctions de rang disgracieuses. Ils sont également fabriqués avec un crochet de plus petite taille que celle indiquée sur les pelotes de fil à crocheter, en mailles serrées, de façon à créer un maillage très serré et sans trous et à éviter des fuites de rembourrage. Les extrémités sont rembourrées avec des petites billes en plastique afin de les faire tenir sur leurs membres, si la finalité de la réalisation est de tenir debout, sur une surface plate. Le reste du corps est rempli d'ouate polyester ou de fibre naturelle. 
Les amigurumi peuvent aussi être réalisés à partir de « fleurs africaines », une variante du « granny square ». Ce sont plusieurs formes géométriques (hexagones, triangles…) qui sont ensuite assemblées pour réaliser une peluche, en grande partie des animaux. Le patron a été publié pour la première fois dans le magazine sud-africain Sarie (en), d'où le nom de « fleurs africaines ».
Les amigurumi sont fabriqués par éléments (tête, corps, membres) qui sont ensuite assemblés, sauf pour des modèles plus simples qui n’ont qu’une tête et un torse fusionnés en une seule pièce. La base et les extrémités sont parfois rembourrées avec de petites billes en plastique pour les équilibrer et obtenir un rendu plus vivant. Le reste est rembourré avec de la fibre synthétique ou naturelle.

### Différents types de fils utilisés

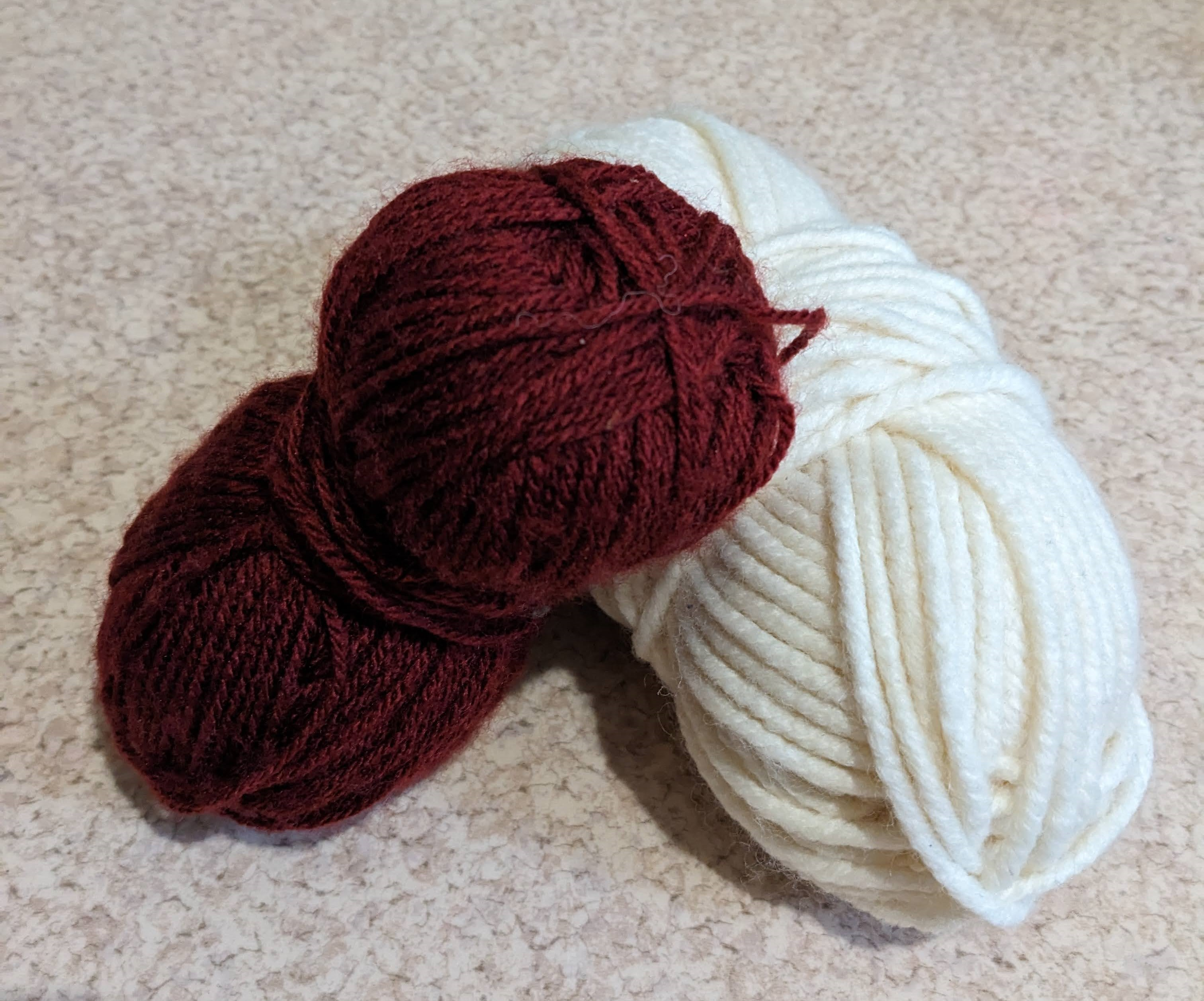
Deux pelotes de laine en acrylique.

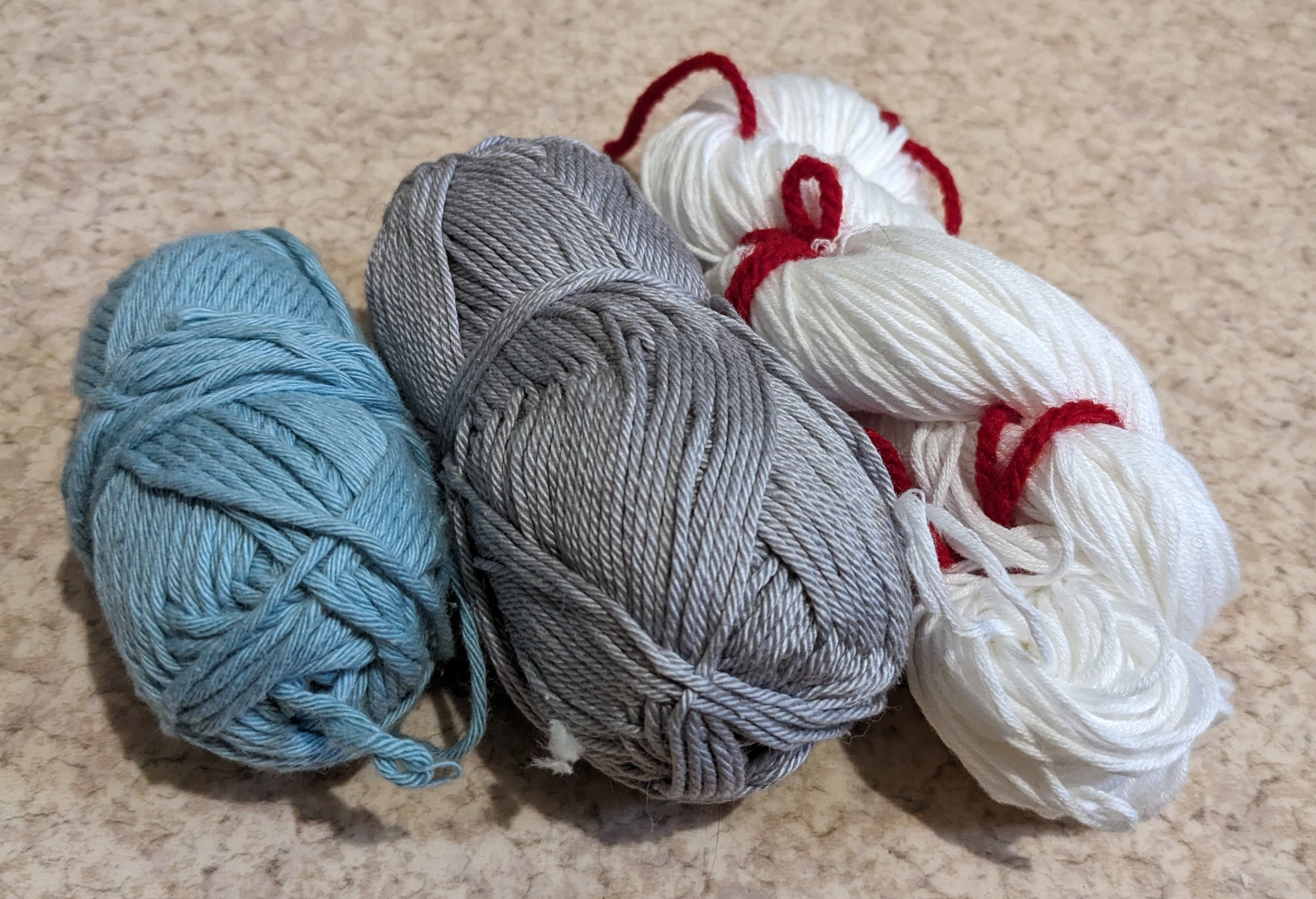
Plusieurs pelotes en coton.

Les amigurumi sont typiquement crochetés ou tricotés à partir d’un fil (en laine, coton ou en fibres synthétiques). Les plus simples sont fabriqués en spirale.

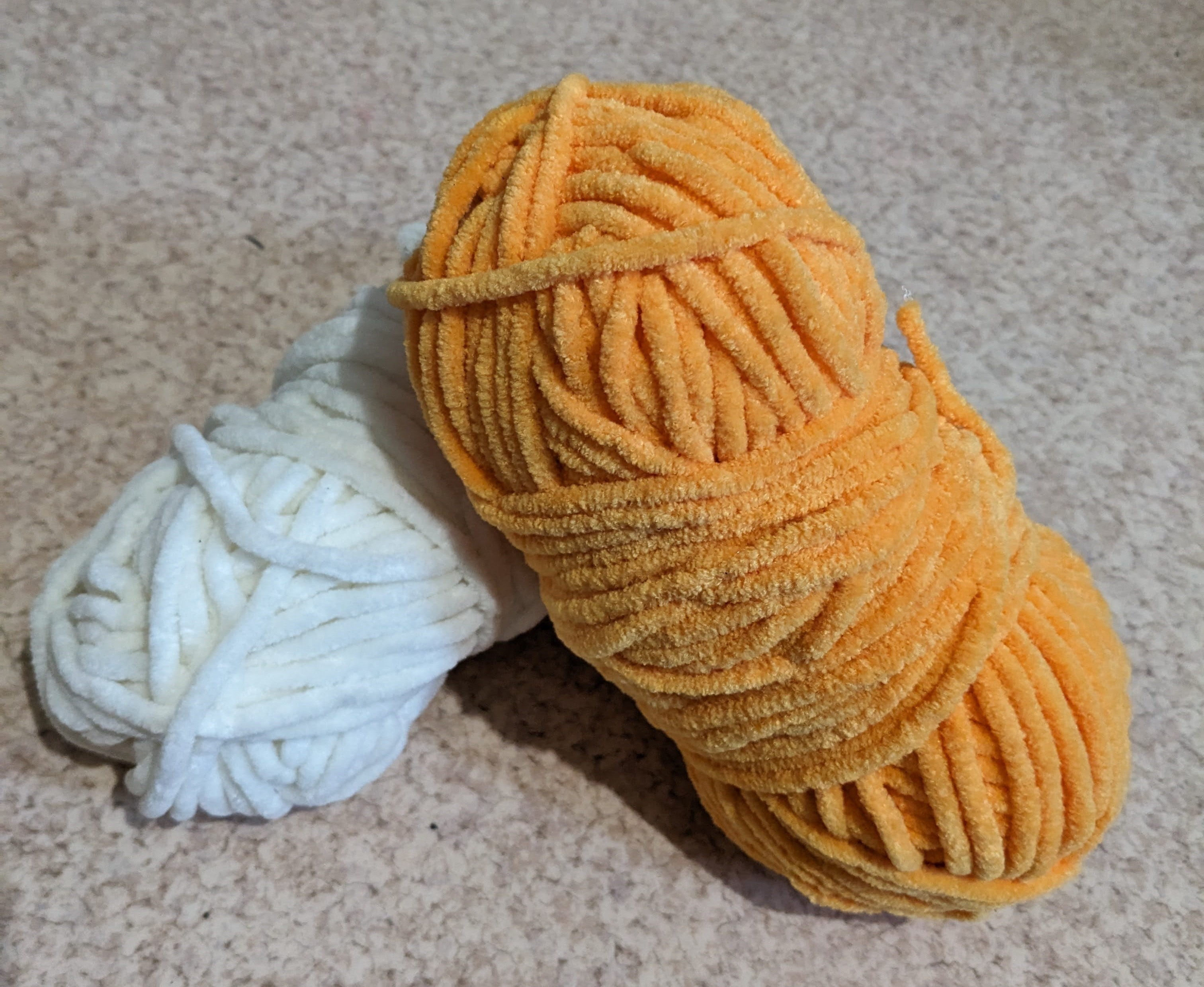
Deux pelotes de laine type « chenille ».

Les fils les plus populaires sont notamment, l'acrylique, le fil « chenille » et le coton.
L'acrylique est un fil reconnu de moindre qualité, qui peut être nocif pour l'environnement (non recyclable, réalisé à partir de pétrole). C'est un fil qui a tendance à boulocher et qui n'est pas assez doux pour être utilisé en tant que peluche. Cependant, cette laine est toujours populaire, dû à son prix modique et sa facilité d'utilisation pour les débutants.
Le coton est l'un, ou le fil le plus populaire, pour la réalisation de peluches amigurumi. C'est un fil plus doux que l'acrylique, qui est durable dans le temps, et qui est réalisé à partir de plantes. Ce type de fil est très populaire pour la réalisation de figurines qui auront pour but seulement un aspect décoratif, car il permet une grande maîtrise des mailles, et une possibilité de détails accru.
Le fil chenille est un fil qui coûte bien plus cher que le coton ou l'acrylique, mais qui est bien plus doux que ces derniers et qui ne bouloche pas. Ce fil, dû à sa douceur, est utilisé pour créer des peluches destinées à des enfants en tant que doudous ou bien en tant que peluches décoratives. C'est un fil qui ne procure pas autant de détail dans les mailles ; il est aussi fabriqué à partir de coton ou de viscose.
D'autres types de laines (fibres naturelles, laine mérino, angora…) sont aussi utilisés mais ils sont nettement moins populaires.